# Terremoto de Valparaíso de 1730
El terremoto de Valparaíso de 1730 fue un movimiento sísmico ocurrido a las 04:45 (hora local) del 8 de julio de 1730, con epicentro en el puerto de Valparaíso, Capitanía General de Chile (Imperio español). Fue percibido desde Iquique hasta Osorno, y dañó la infraestructura de las ciudades de Valparaíso, Santiago, La Serena y Concepción, las cuatro más pobladas del país. El sismo provocó un maremoto muy destructivo en toda la actual zona central de Chile.

## Efectos en la infraestructura
En Santiago, el sismo afectó a gran parte de las edificaciones. Las iglesias de Santo Domingo y de la Merced se derrumbaron por completo; la Compañía, la Catedral, San Francisco y San Agustín perdieron sus torres; más de la mitad de las casas cayeron, quedando inhabitables. Para colmo, dos días después se descargó una lluvia que duró veinticuatro horas, amenazando con desbordar el río Mapocho.
El gran terremoto afectó a la zona comprendida entre La Serena y Valdivia. De nuevo Santiago es destruida, tras el terremoto de 1647, aunque con menos víctimas que antes. En la costa, los estragos fueron mayores por el subsecuente maremoto. Las edificaciones rurales quedaron en el suelo y lo que no fue aplastado se malogró por las lluvias torrenciales del invierno que ya se había iniciado. Como en otras ocasiones, la peste y la viruela que se presentan en 1731 matan a muchos que se habían salvado en el terremoto.
Las autoridades pusieron su empeño en la reconstrucción de las ciudades, requiriéndose el adelanto del Real Situado desde Lima y se eximieron los impuestos por tres años. Entonces la población era en su mayoría rural, radicada en las haciendas, caseríos o a orillas de los pocos caminos. El gobernador José Antonio Manso de Velasco estimó oportuno establecer otros pueblos entre Santiago y Chillán, considerando la recuperación del país. A partir de 1740 se fundaron las villas de San Felipe, Los Ángeles, Cauquenes, Talca, San Fernando, Melipilla, Rancagua, Curicó y Copiapó en el norte, obra que se realizó con el aporte de los propios vecinos.

## Maremoto
Se generó un maremoto que afectó desde Callao (Perú) por el norte hasta Valdivia por el sur. Al llegar a la bahía de Concepción desde el norte, el fenómeno se manifestó de manera similar a los anteriores: el mar se retiró aproximadamente un kilómetro de la playa y cuatro olas gigantescas seguidas destruyeron los 2/3 de Concepción, arrastrando los objetos al mar. Se registraron olas de hasta 8 metros sobre el nivel del mar, con una inundación horizontal de tres cuadras. En Valparaíso, sólo inundó las partes bajas y arrasó las bodegas más inmediatas a la playa, aunque estudios más recientes indican que en la Ciudad Puerto, el mar subió unos 7 M, alcanzando el templo de los padres de San Agustín y la iglesia de los Mercedarios.  
en El Almendral todas las casas, fortificaciones y bodegas fueron destruidas por la inundación. Este es el primer registro de un tsunami destructivo en Valparaíso. Además, geológicamente se ha reconocido que en la zona de Campiche, en el extremo norte de la bahía de Quintero, el tsunami habría penetrado unos 2 km tierra adentro.
Este tsunami también causó daños en campos de arroz en Japón.